# ميديون (مصارع)
ميديون (بالإنجليزية: Mideon)‏ هو مصارع محترف أمريكي، ولد في 26 ديسمبر 1968 في أورلاندو في الولايات المتحدة.

## وصلات خارجية
- ميديون (مصارع) على موقع WrestlingData.com (الإنجليزية)
- ميديون (مصارع) على موقع CageMatch worker (الإنجليزية)
- ميديون (مصارع) على موقع قاعدة بيانات المصارعة على الإنترنت (الإنجليزية)
- ميديون (مصارع) على موقع عالم المصارعة على الإنترنت (الإنجليزية)
- ميديون (مصارع) على موقع IMDb (الإنجليزية)
- ميديون (مصارع) على موقع قاعدة بيانات الفيلم (الإنجليزية)